# A través del mar
A través del mar (bra: Através da Minha Janela 2: Além-mar; prt: Da Minha Janela 2: Um Mar Entre Nós) é um filme espanhol de romance e drama erótico de 2023, dirigido por Marçal Forés e escrito por Ariana Godoy. É a sequência de A través de mi ventana (2022), baseado nos personagens da trilogia escrita por Godoy. Assim como no primeiro filme, é estrelado por Clara Galle e Julio Peña. Foi lançado na Netflix em 23 de junho de 2023. O terceiro e último filme da trilogia, A través de tu mirada, foi lançado na Netflix em 23 de fevereiro de 2024.

## Premissa
Ares (Julio Peña) foi estudar em Estocolmo, e ele e Raquel (Clara Galle) estão tendo um relacionamento à distância, que é mais desafiador do que imaginavam. Quando chega o verão e eles se reencontram, o período de separação e as novas pessoas que conheceram farão com que a relação que eles consideravam firme e segura comece a desmoronar.

## Elenco
- Clara Galle como Raquel Mendoza
- Julio Peña como Ares Hidalgo
- Guillermo Lasheras como Yoshua "Yoshi" García
- Natalia Azahara como Daniela Fernández
- Hugo Arbués como Apolo Hidalgo
- Eric Masip como Artemis Hidalgo
- Andrea Chaparro como Vera Herrando
- Emilia Lazo como Claudia Martínez
- Iván Lapadula como Gregory Garrido
- Carla Tous como Anna Garrido
- Rachel Lascar como Sofía
- Abel Folk como Juan Hidalgo
- Lucy Chaparro como Camila
- Pilar Castro como Tere

## Produção
Após o sucesso de A través de mi ventana, a Netflix confirmou em 15 de fevereiro de 2022 que o filme havia sido renovado para uma sequência com um segundo e um terceiro filme. As filmagens começaram em 4 de abril de 2022 em Catalunha, Espanha. No mesmo mês, A través del mar foi confirmado como o título oficial da segunda parte. Entre os atores que retornam do primeiro filme estão Clara Galle e Julio Peña Fernández reprisando seus personagens, junto com Hugo Arbués, Eric Masip, Natalia Azahara, Guillermo Lasheras e Emilia Lazo. Andrea Chaparro, Iván Lapadula e Carla Tous foram também foram escalados ao elenco.
A través del mar e A través de tu mirada foram gravados juntos entre abril e julho de 2022.